# Сражение при Баррен-Хилле
Сражение при Баррен-Хилле (англ. Battle of Barren Hill) — одно из сражений Филадельфийской кампании американской Войны за независимость, в ходе которого 20 мая 1778 года британская армия попыталась окружить небольшой отряд Континентальной армии под командованием маркиза Лафайета. Лафайет сумел избежать окружения, но поле боя осталось за британцами.

## Предыстория
После вступления Франции в войну на стороне колонистов британская армия вынуждена была перейти к обороне и сконцентрировать свою армию. Вашингтон предвидел, что англичане могут покинуть Филадельфию и отправил отряд под командованием Лафайета к Баррен-Хилл, местечку на полпути между Велли-Форж и Филадельфией. Лафайету было приказано выявить намерения англичан, а заодно воспрепятствовать их фуражировкам.
Окрестности Баррен-Хилл ранее защищал отряд генерала Уильяма Максвелла, но после одного из набегов англичан Вашингтон был вынужден перебросить отряд Максвелла к Трентону. Вашингтон с неохотой поручил Лафайету полевое командование (предпочитая держать его при штабе как ценную политическую фигуру), но после ухода Максвелла ему было некому поручить охранение этого участка. Он велел Лафайету действовать осторожно, не ввязываться в крупные сражения и не позволить противнику отрезать себя от основных сил армии.
18 мая Лафайет покинул Велли-Форж с отрядом в 2100 человек при 5-ти орудиях. Он перешёл реку Шуйлкилл, повернул на юг и занял позицию на высоте Баррен-Хилл, около брода Матсонс-Форд. Свой отряд он развернул на высоте у церкви фронтом на юг. Небольшой отряд он разместил к югу на Ридж-Роуд, а отряд пенсильванского ополчения генерала Портера (600 чел.) был отправлен для охранения дороги, ведущей на запад. Вечером 19 мая англичане обнаружили отряд Лафайета, и решили атаковать его.
19 мая 1778 года около 22:30 британский отряд численностью 5 000 человек (при 15-то орудиях) под командованием генерал-майора Джеймса Гранта выступил к Баррен-Хилл. Генерал Клинтон поручил Гранту обойти вокруг отряда Лафайета и занять перекресток Уайт-Марш-Роуд и Ридж-Роуд, отрезав американцам путь отступления. Основные силы британской армии под командованием генерала Хау должна была атаковать Лафайета с фронта. Отряд в 2 000 гренадёров и драгун должен был выйти к левому флангу Лафайета, а ещё один отряд должен был выйти к правому флангу. В итоге американцы должны были бы быть окружены с трёх сторон и прижаты к реке. Затем предполагалось дождаться утра и атаковать американцев.

## Сражение
Наступая к перекрёстку, англичане встретили пенсильванское ополчение Портера, которое сразу было обращено в бегство, при этом Портер не смог уведомить Лафайета о произошедшем. Выйдя к перекрёстку, Грант отрезал американцам путь к переправе Мадсонс-Форд, и теперь Лафайет был окружён с трёх сторон. Он ничего не знал о положении англичан, пока не начал наступление отряд Хау: противника заметил передовой пост Аллана Маклейна из 45-ти индейцев Онейда и 50-ти стрелков Моргана под командованием капитана Парра. Они взяли в плен двух британских гренадёров, которые рассказали о планах англичан. Отряд Макнейла постарался задержать англичан, а сам Макнейл отправился к Лафайету и сообщил ему о наступлении. В это время онейда сумели отбить атаку английских драгун. Лафайет узнал о наступлении Хау и одновременно получил донесение о отряде Гранта у себя в тылу.
Между тем существовала ещё одна дорога, которая шла к броду Мадсонс-Форд через низину, и англичане не знали об этой дороге. Неизвестно, знал ли о ней Лафайет изначально, или узнал уже в ходе боя. Он оставил на высоте небольшой арьергард, а основные силы построил в колонну и отправил к броду в обход англичан. Благодаря хорошей тренировке, колона прошла весь путь с необходимой скоростью. Отряды Гранта и Хау, продолжая наступление, встретились на высоте, где обнаружили, что противник скрылся.

## Последствия
Впоследствии англичане обвиняли Лафайета в том, что он пожертвовал своим арьергардом ради спасения, и действительно, несколько человек были убиты, взяты в плен и утонули в реке при отходе. Британские офицеры так же обвиняли Гранта в том, что он наступал слишком медленно и дал противнику уйти. Вашингтон был в курсе того, что происходит с Лафайетом и собрал все свои силы, около 8 000 человек, чтобы идти на его спасение. Он лично прибыл на высоту за рекой, чтобы наблюдать за положением на поле боя. С военной точки зрения сражение не имело большого значения, но Вашингтон попал в исключительно опасную ситуацию, когда пятая часть его армии могла быть уничтожена, и когда ради её спасения он мог быть вынужден ввести в бой остальную армию, рискуя потерять и её тоже.